# Les Collégiennes
Pour plus de détails, voir Fiche technique et Distribution.
Les Collégiennes est un film français réalisé par André Hunebelle en 1956, sorti en 1957.

## Synopsis
Les aventures sentimentales de Catherine, une adolescente de dix-huit ans, et les réactions de jalousie ou d'amitié de ses condisciples.

## Fiche technique
- Titre original : Les Collégiennes
- Réalisation : André Hunebelle
- Scénario : Jean Lambertie, Jacques Lancien et Arlette Reinerg
- Décors : Sydney Bettex et Lucien Carré
- Costumes : Mireille Leydet
- Photographie : Paul Cotteret
- Son : René-Christian Forget
- Musique : Jean Marion
- Montage : Jean Feyte
- Production : Lucien Masson et René Thévenet
- Sociétés de production : Sirius Films, Contact Organisation
- Société de distribution : Sirius Films
- Dates de tournage : du 27 août au 15 octobre 1956
- Pays :  France
- Langue originale : français
- Format : noir et blanc — 35 mm — 1,37:1 - son mono
- Genre : comédie dramatique
- Durée : 88 minutes
- Date de sortie : 3 mai 1957 en France

## Distribution
- Marie-Hélène Arnaud : Catherine Royer
- Christine Carère : Monique
- Estella Blain : Marthe
- Véronique Verlhac : Solange
- Agnès Laurent : Anne-Marie
- Picolette : Bernadette
- Gaby Morlay : Mme Ancelin
- Henri Guisol : Christian Brenner
- Paul Guers : Gilles
- Sophie Daumier : Nicole
- Jacqueline Corot : Sophie
- Anna Gaylor : Geneviève
- Anita Treyens : Betty
- Sylvie Dorléac : Adélaïde
- Madeleine Barbulée : la principale
- Made Siamé : la surveillante des petites
- Florence Brière : le professeur de mathématiques
- Solange Sicard : la mère de Marthe
- Elga Andersen : Hélène
- Luce Fabiole : Mme Letellier
- Marthe Alycia : l'infirmière
- Fernand Fabre : le docteur
- René Bergeron : le garagiste
- Raymond Carl : le père Leprompt
- André Wasley : le père de Marthe
- Catherine Delalande : une grande
- Jeanne-Marie Demard : une grande
- Yvonne Jacquemot : une grande
- Josyane Machat : une grande
- Olivia Chevalier : une petite collégienne
- Catherine Deneuve : une petite collégienne
- Gérard Barray : un journaliste de télévision
- Louisa Colpeyn
- Simone Berthier
- Paulette Arnoux
- Josette Grenier
- Yvonne Monlaur
- Georgina Spelvin
- Chantal Debey
- Jacqueline Delalande
- Sylvie Marey
- Josiane Machat
- Viviane Arlan
- Dany Cintra
- Josette Grenier
- Jacqueline Marbaux
- Rolande Ségur
- Agnès Alma
- Monique Clarens
- Jean-Pierre Jaubert
- Marcelle Hainia

## Autour du film
- La version en DVD, comme la version française au cinéma, est pudiquement censurée des séquences des collégiennes nues sous la douche (dont Agnès Laurent). La version à l'exportation "Twilight Girls", en revanche, serait intégrale.
Toutefois, si l'on en croit les noms de certaines actrices (Davee Decker, Alice Denham...), leur rôle dans ce film selon IMDB ("US Insert"), et les autres films dans lesquels elles ont pu jouer[1], il est probable que des ajouts de filles dénudées aient été faits dans la version américaine.
- Il s'agit du tout premier film de Catherine Deneuve, qui fait une apparition, en petite collégienne.